# 斯威夫特縣
斯威夫特縣（英語：Swift County）是美國明尼蘇達州西部的一個縣，西南以明尼蘇達河為界。面積1,949平方公里。根據美國2000年人口普查，共有人口11,956人。縣治本森 (Benson)。
成立於1870年2月18日，縣名紀念第三任州長威廉·A·斯威夫特 （Henry Adoniram Swift）。